# Walpole (hrabstwo Cheshire)
Walpole – jednostka osadnicza w Stanach Zjednoczonych, w stanie New Hampshire, w hrabstwie Cheshire.